# パヴェル・バニャ
パヴェル・バニャは、ブルガリア中南部のスタラ・ザゴラ州のカロフェルとカザンラクの間に位置する町である。同名の基礎自治体（オプシュティナ）の行政の中心地である。
2009年12月時点で、人口は2,918人である。地域では鉱泉が多くて、ブルガリア人の間で有名である。

## 地理
パヴェル・バニャはカザンラクから約24キロメートル離れ、コプリンカ貯水池に近接する。中央ブルガリアのバルカン山脈とスレドナ・ゴラ山脈の狭間にあるバラの谷に位置し、トゥンジャ川の南岸にある。

## 歴史
パヴェル・バニャは、ブルガリアがオスマン帝国の支配から解放された（1878年）後、トゥリヤという隣の村からの移住者によって設立された、かなり新しい町である。新しく設立された村パヴェルに移住したのは、トゥリヤ出身の約10氏族であったとされている。地域で発見され、国宝と見なされていた鉱泉のおかげ、村はだんだん拡大し、休憩施設がいくつか設立された。　1978年11月10日から、当時ブルガリア人民共和国の政府に町として公認された。
町名は聖パウロや、ブルガリアをオスマン統治から解放したロシア帝国の皇帝アレクサンドル2世の第6皇子パーヴェル・アレクサンドロヴィチの名前に由来する説がある。「バニャ」というブルガリア語は「風呂場」を意味して、鉱泉が存在する地域に位置する町の名前に付けることが多い。